# Clarence House

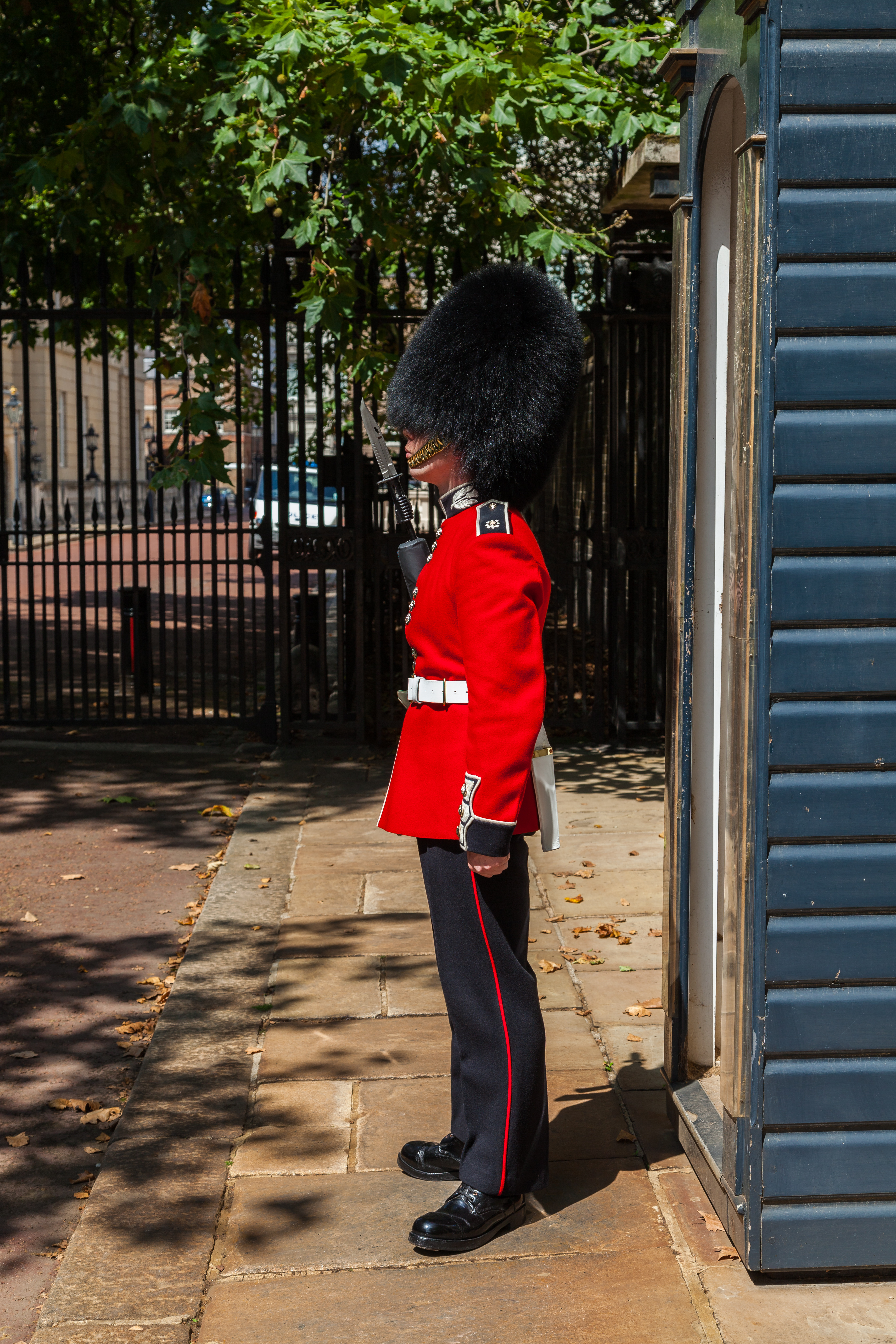
Soldat från Welsh Guards på vaktpost utanför Clarence House.

Clarence House är ett kungligt residens vid The Mall i London. Det var officiellt residens för Charles III och hans hustru Camilla innan Charles blev kung.
Mellan 1953 och 2002 var det drottningmoderns hem. Det sitter ihop med St. James's Palace och delar dess trädgård.
Termen "Clarence House" används ofta av brittisk media som en metonym för prinsens officiella uttalanden och även dennes officiella twitter och instagram-konton heter så.

## Bakgrund
Huset byggdes mellan 1825 och 1827 av John Nash på uppdrag av Vilhelm IV,  hertig av Clarence, innan han ärvde tronen 1830. Vilhelm föredrog att bo där framför i det näraliggande St. James's Palace, som han tyckte var för trångbott. Det övertogs sedan av hans syster prinsessan Augusta Sofia av Storbritannien och efter hennes död 1840 av Viktoria av Sachsen-Coburg-Saalfeld, mor till drottning Viktoria. 
År 1866 blev det drottning Viktorias andre son Alfred av Sachsen-Coburg-Gothas hem fram till sin död år 1900. Dennes yngre bror Prins Arthur, hertig av Connaught och Strathearn använde sedan huset fram till sin död 1942. Då hade huset skadats vid tyska bombangrepp, men användes av Röda korset och Johanniterhjälpens ambulansstyrkor som huvudkontor under resten av andra världskriget.
Efter att prinsessan Elizabeth ingick äktenskap med prins Philip, hertig av Edinburgh 1947 flyttade paret in där. Deras dotter, prinsessan Anne, föddes där 1950.
Efter Georg VI:s död flyttade drottningmodern och prinsessan Margaret in där 1953, men den senare flyttade sedan till Kensington Palace.
Huset har fyra våningar, förutom vindar och källare, och har en ljus stuckfasad. Det har gjorts om mycket under åren, främst efter andra världskriget och relativt lite finns kvar av Nashs originalbyggnad. Nyligen[när?] gjordes det om av inredningsarkitekten Robert Kime på uppdrag av prinsen av Wales. Huset är en del av ett större byggnadskomplex runt St James's Palace, som det är ihopbyggt med genom korridorer. 
Prins Charles, prinsen av Wales, flyttade in 2003 efter att huset i hög grad gjorts om efter hans mormors död. Huset fick nya ledningar, renovering av de flesta större rummen och en yttre renovering. Det var prinsen av Wales och hertiginnan av Cornwalls officiella residens i London och är sedan Charles IIIs trontillträde kungen och drottningens officiella residens.